# Wilfredo Camacho
Wilfredo Camacho est un ancien joueur puis entraîneur de football bolivien. Il fait partie du groupe bolivien sacré lors de la Copa América 1963.

## Carrière

### Carrière de joueur
Après avoir commencé sa carrière au sein du Deportivo Municipal, Wilfredo Camacho rejoint son compatriote Ramiro Blacut dans la formation argentine de Ferrocarril Oeste. Il n'y reste qu'une saison, choisissant de revenir dans le championnat bolivien (toujours au Deportivo Municipal) pour préparer au mieux la Copa América 1963, disputée à domicile. L'année suivante, il quitte à nouveau son pays pour jouer à Once Caldas, en Colombie avant d'achever sa carrière dans son club de cœur. Il raccroche les crampons à 35 ans, en 1970.
Camacho débute en équipe de Bolivie lors de la Peace of Chaco Cup 1956 face au Paraguay. Il joue ensuite les éliminatoires de la Coupe du monde 1958 où il joue les quatre rencontres de sa sélection (deux contre l'Argentine, qui se qualifie pour la phase finale en Suède et deux contre le Chili). Il enchaîne en 1959 avec une participation à la Copa América en Argentine, où il joue toutes les rencontres de la Bolivie, qui se classe dernière. En 1961, il marque son seul but en éliminatoires de Coupe du monde puisqu'il réduit l'écart lors de la défaite 2-1 en Uruguay.
En 1963, Camacho est sélectionné par le Brésilien Danilo Faria Alvim pour disputer la Copa América, organisée en Bolivie. Emmenés par leur buteur Máximo Alcócer, les Andins survolent la compétition et une nouvelle fois, Camacho joue toutes les rencontres, inscrivant même quatre buts : un lors du match d'ouverture face à l'Équateur, un autre contre le Pérou, un contre l'Argentine et le dernier face aux champions du monde brésiliens lors d'une spectaculaire victoire 5 à 4.
Après avoir manqué les éliminatoires pour la Coupe du monde 1966, il participe à sa troisième et dernière Copa América avec la sélection bolivienne en 1967 en Uruguay où il ne joue que trois des cinq rencontres de la Verde, qui n'arrive pas à confirmer son titre de championne d'Amérique du Sud en se classant à la dernière place, sans réussir à remporter le moindre match.

### Carrière d'entraîneur
En 1977, Camacho est choisi par les dirigeants de la fédération pour succéder à Freddy Valda à la tête de la sélection bolivienne, qui doit disputer les éliminatoires de la Coupe du monde 1978, organisée par l'Argentine. Après avoir fait ses débuts sur le banc lors de la double confrontation face au Paraguay lors de la traditionnelle Peace of Chaco Cup, il connaît sa première victoire le 27 février 1977 lors de la rencontre jouée à domicile contre l'Uruguay. Le parcours de la Verde est remarquable puisqu'ils terminent premiers de leur poule, devançant Uruguayens et Vénézuéliens. Ils s'effondrent ensuite au tour suivant, balayés par le Brésil (0-8) et le Pérou (0-5). Une dernière chance de qualification leur est offerte par le biais d'un barrage en matchs aller-retour face à la Hongrie, une chance qu'ils laissent passer en s'inclinant lourdement à Budapest au match aller 6-0. La deuxième manche, également perdue fin novembre au stade Hernando Siles de La Paz, est le dernier match de Camacho sur le banc bolivien. Il est remplacé par son ancien partenaire en sélection, Ramiro Blacut.
Six ans plus tard, il est à nouveau rappelé pour mener l'équipe nationale, qui doit participer à la Copa América 1983. Les Boliviens ne parviennent pas à remporter le moindre match et sont dépassés par le Pérou et la Colombie.

## Palmarès
- Vainqueur de la Copa América 1963 avec la Bolivie
- Champion de Bolivie en 1965 (comme joueur avec le Deportivo Municipal) et 1983 (comme entraîneur avec le Club Bolívar)